# Erzsébet (település)
Erzsébet, 1949-ig Püspökszenterzsébet (németül: Sandeschewe, horvátul: Setržebet) község Baranya vármegyében, a Pécsváradi járásban.

## Fekvése
Pécstől mintegy 18 kilométerre keletre, Mohácstól 20 kilométerre északnyugatra helyezkedik el.
A szomszédos települések: észak felől Nagypall, északkelet felől Fazekasboda, kelet felől Kékesd, dél felől Szellő, délnyugat felől Kátoly, nyugat felől Szilágy, északnyugat felől pedig Pécsvárad.

### Megközelítése
Legfontosabb közúti megközelítési útvonala a Szederkény és Pécsvárad közt húzódó 5608-as út, ezen érhető el mindkét végponti település, valamint a 6-os főút és az 57-es főút felől is. Kékesddel és azon keresztül Geresdlak térségével az 5616-os út köti össze.

## Története
Erzsébet és környéke ősidők óta lakott hely. Az avar korból is ismertek régészeti leletek. Lakosai a 18. századig magyarok voltak.  A török uralom alatt elnéptelenedett. Az 1687-ben végzett összeíráskor csak 20 lakost számoltak össze a településen.
1710-től Püspökszenterzsébetnek nevezték, utalva a föld korábbi birtokosára. Jelenlegi nevét 1949-ben kapta meg. 1741-ben német telepesek is érkeztek a községbe.
Erzsébet az 1800-as évek végétől körjegyzőségi székhely is volt.
Az 1970-es évektől lakossága állandóan csökken.

## Közélete

### Polgármesterei
- 1990–1994: Dr. Varga-Pál József (független)[6]
- 1994–1998: Dr. Varga-Pál József (független)[7]
- 1998–2002: Sági Józsefné Gőbl Mária (független német kisebbségi)[8]
- 2002–2006: Sági Józsefné (független)[9]
- 2006–2010: Horváth János (független)[10]
- 2010–2014: Horváth János (független)[11]
- 2014–2019: Horváth János (független)[12]
- 2019–2024: Horváth János (független)[13]
- 2024– : Horváth János (független)[1]

## Népesség
A település népességének változása:
| Lakosok száma | 266  | 261  | 264  | 253  | 257  | 285  | 259  | 257  |
|               | 2013 | 2014 | 2015 | 2019 | 2021 | 2022 | 2023 | 2024 |

A 2011-es népszámlálás során a lakosok 89,9%-a magyarnak, 9% cigánynak, 0,4% horvátnak, 11,6% németnek mondta magát (10,1% nem nyilatkozott; a kettős identitások miatt a végösszeg nagyobb lehet 100%-nál). A vallási megoszlás a következő volt: római katolikus 68,2%, református 2,6%, evangélikus 0,7%, felekezeten kívüli 13,9% (13,9% nem nyilatkozott).
2022-ben a lakosság 84,6%-a vallotta magát magyarnak, 11,9% németnek, 5,3% cigánynak, 1,1% horvátnak, 0,4% ukránnak, 6% egyéb, nem hazai nemzetiségűnek (12,3% nem nyilatkozott; a kettős identitások miatt a végösszeg nagyobb lehet 100%-nál). Vallásuk szerint 48,1% volt római katolikus, 1,1% református, 0,7% evangélikus, 0,4% görög katolikus, 2,1% egyéb keresztény, 7% felekezeten kívüli (40% nem válaszolt).

## Nevezetességei
- Római katolikus temploma 1774-ben épült barokk stílusban az előző templom helyére. A templomot Szent Erzsébet tiszteletére szentelték fel.
- A templom mellett álló harangláb a 18. században épült.

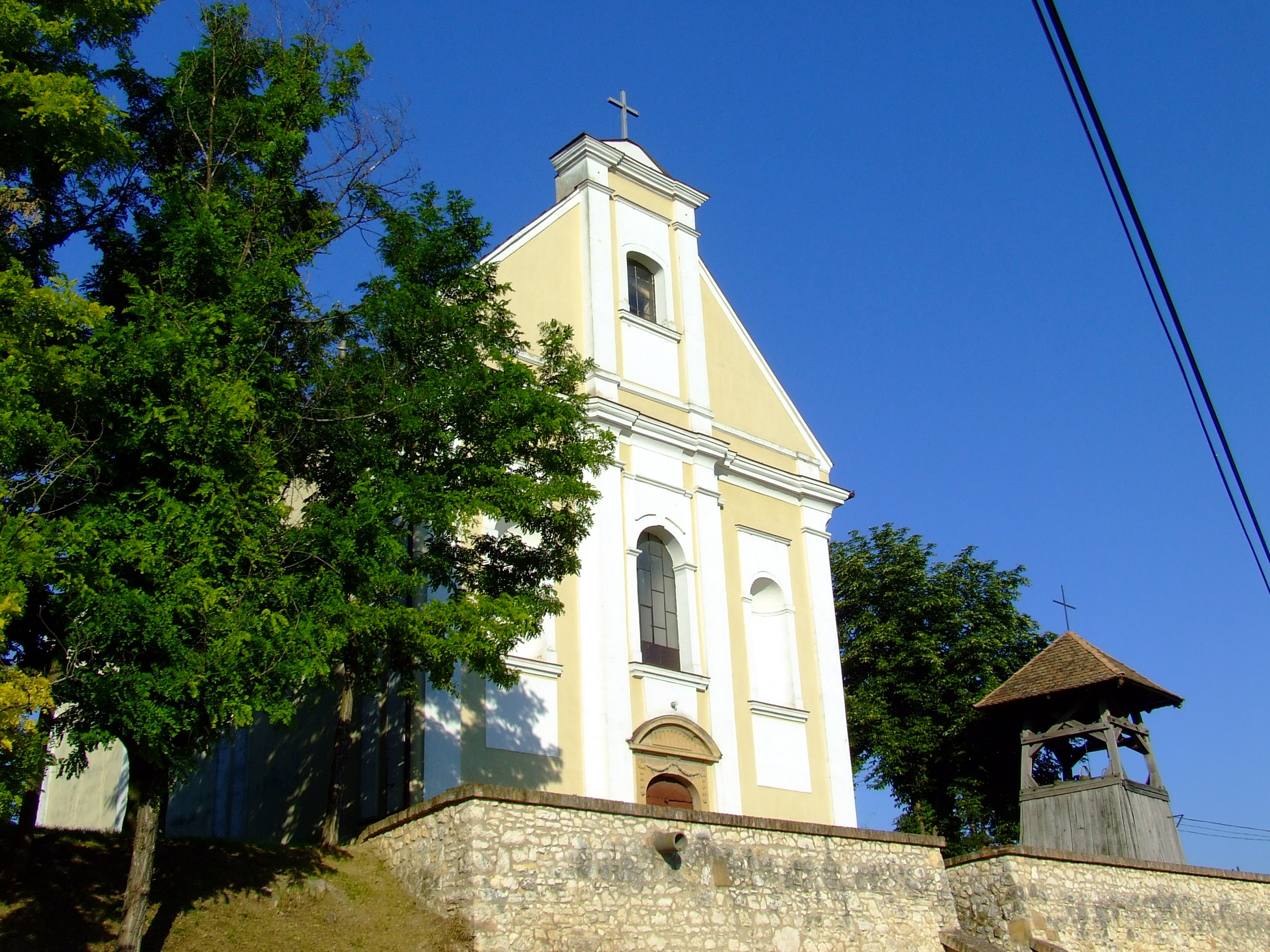
Árpád-házi Szent Erzsébet-templom

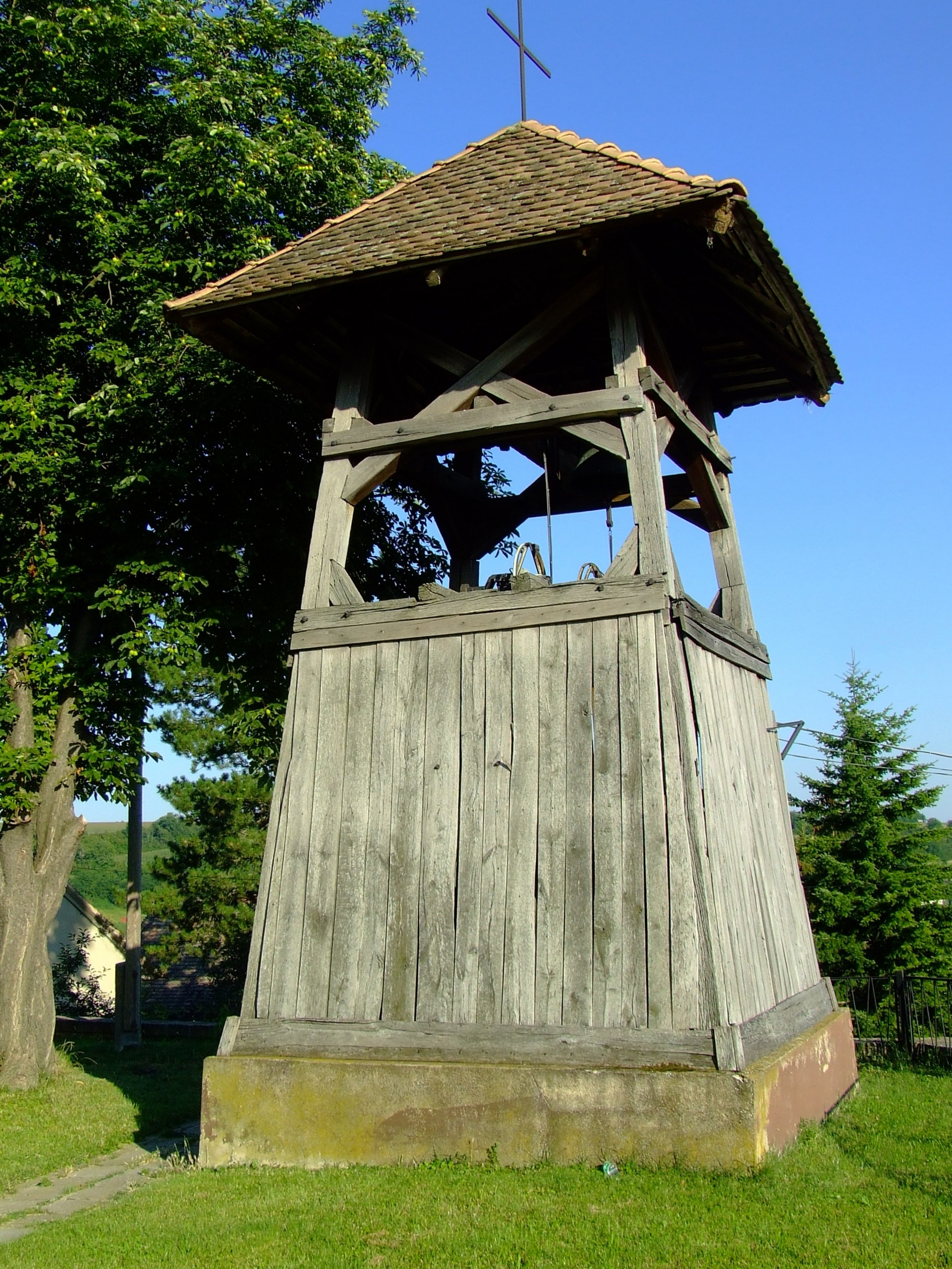
19. századi fa harangláb a templom mellett